# Peter Warburton
Peter Egerton Warburton (Chester, 16 agosto 1813 – Adelaide, 5 novembre 1889) è stato un esploratore britannico.
Recatosi in Australia, nel 1858 avviò un'instancabile attività di esplorazione dell'isola. Nel 1873 partì da Alice Springs e riuscì a raggiungere Perth.